# Biblioteca Pública de Los Ángeles

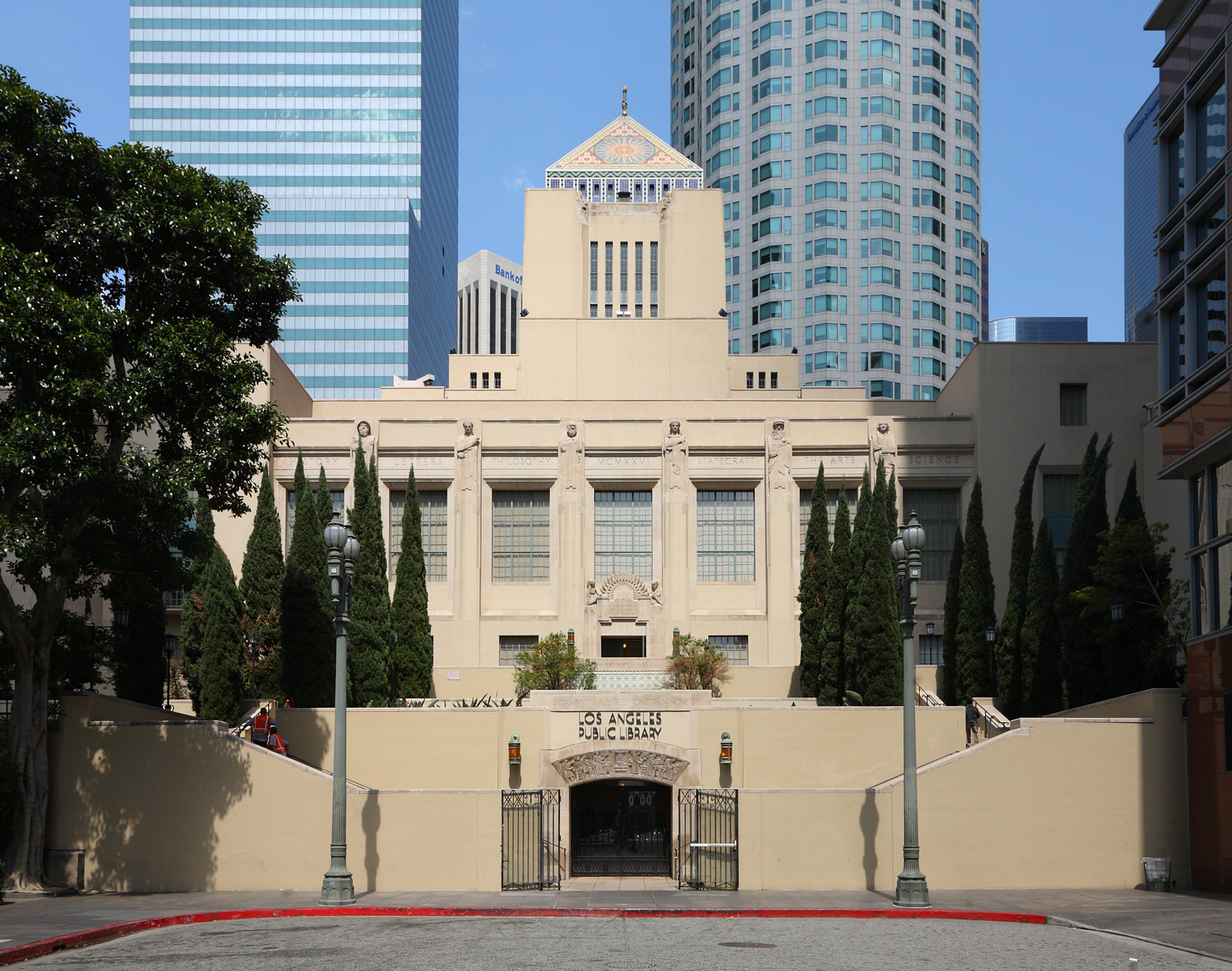
La Biblioteca Central de la Biblioteca Pública de Los Ángeles.

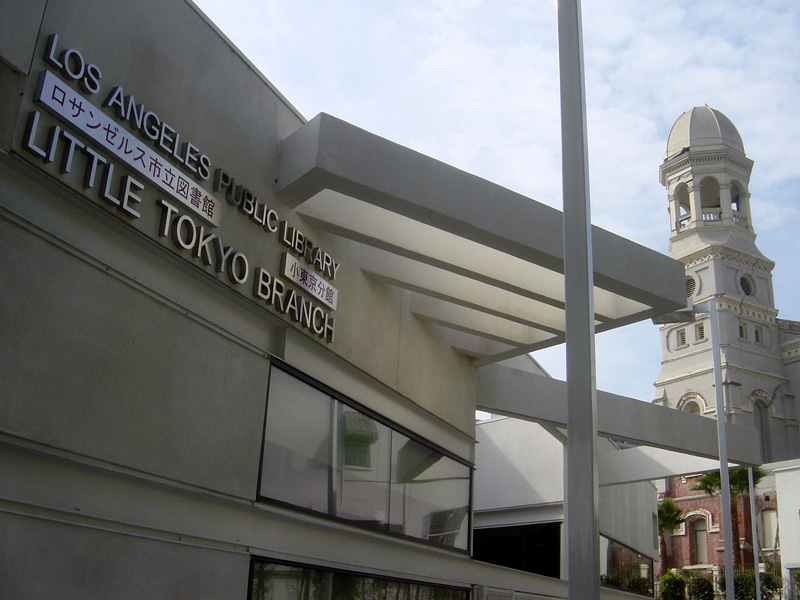
Little Tokyo Branch.

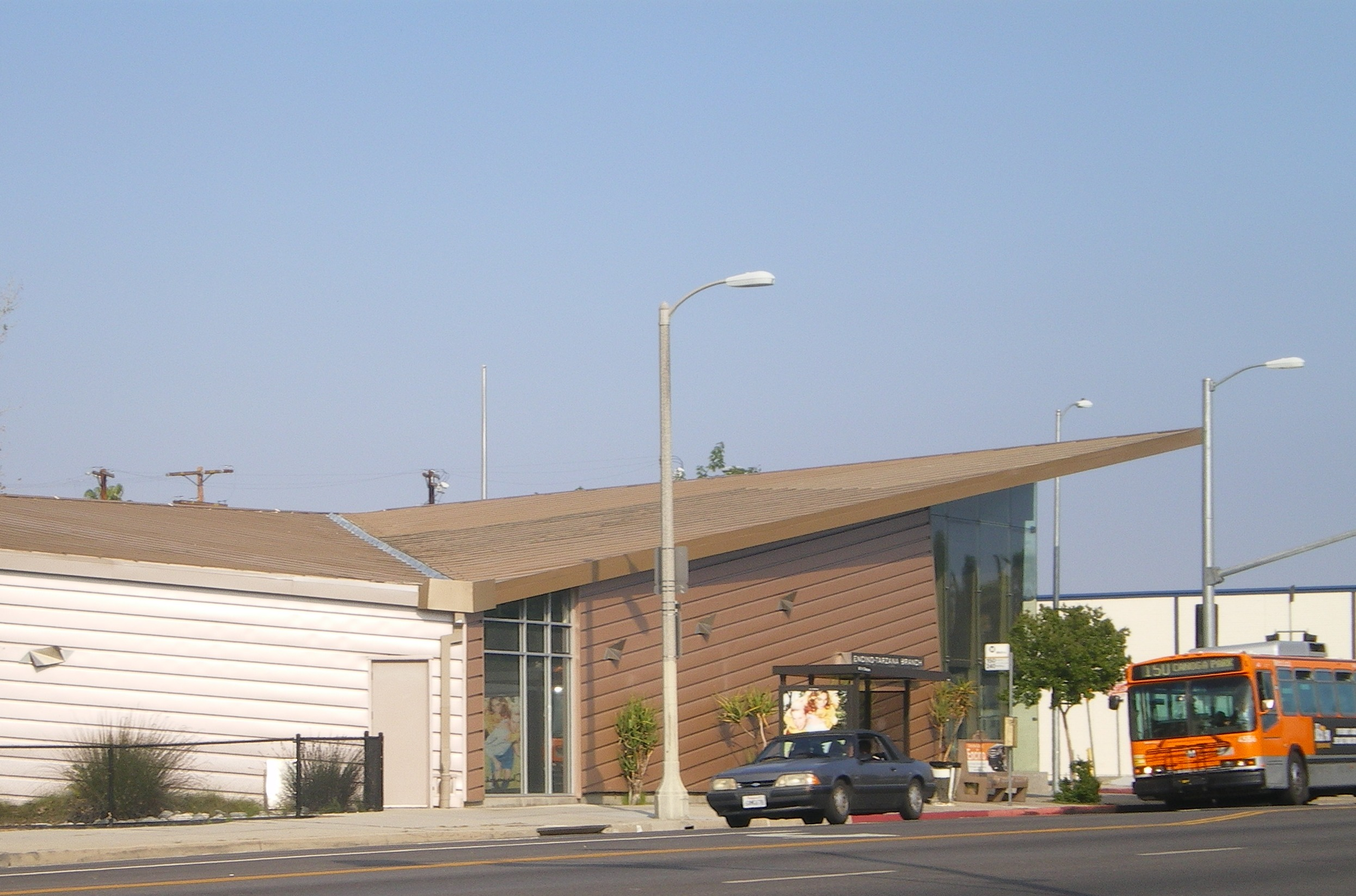
Encino-Tarzana Branch.

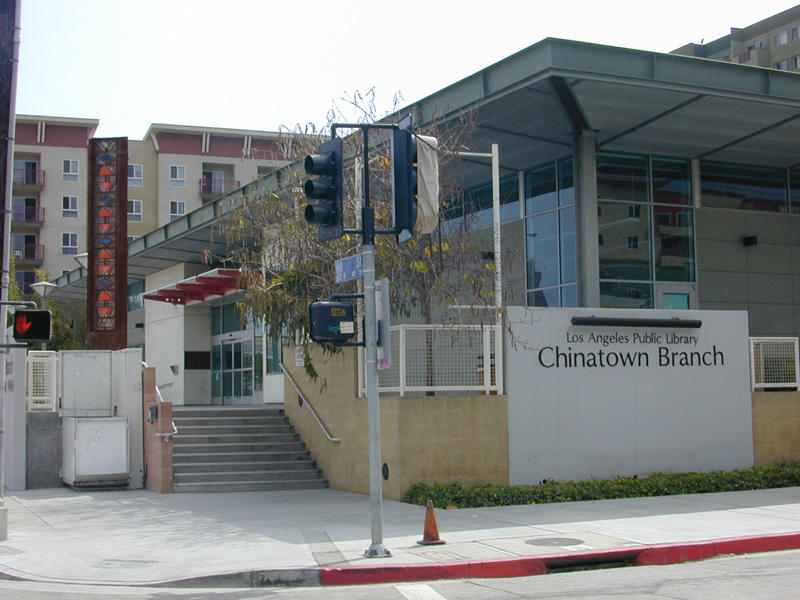
Chinatown Branch.

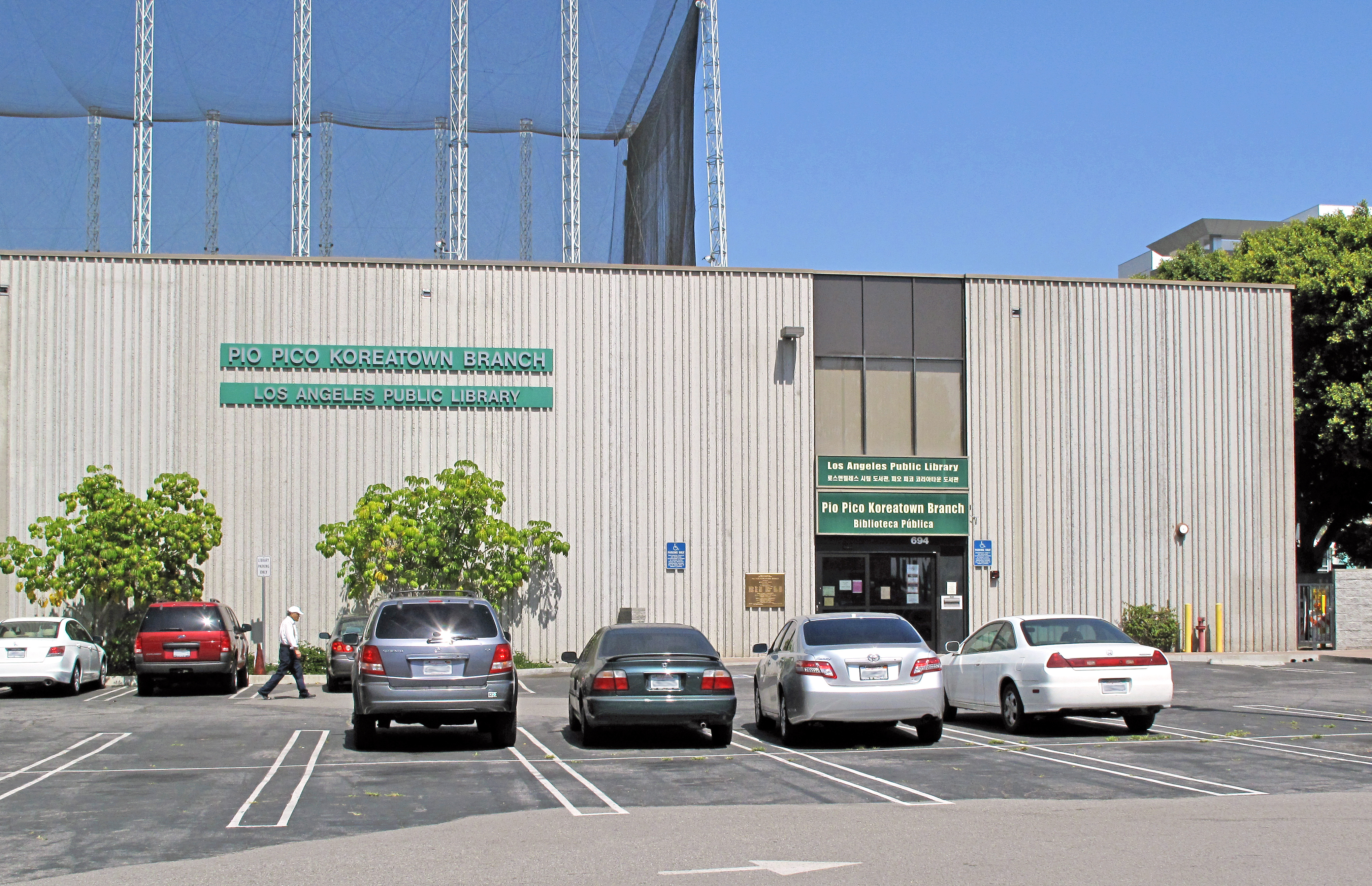
Biblioteca Sucursal Pio Pico Koreatown

La Biblioteca Pública de Los Ángeles (idioma inglés: Los Angeles Public Library, LAPL) es el sistema de bibliotecas de Los Ángeles, California, Estados Unidos. Tiene una biblioteca central y muchas sucursales.

## Bibliotecas
- Biblioteca Central - Downtown Los Angeles
- Angeles Mesa
- Arroyo Seco Regional
- Ascot
- Atwater Village
- Baldwin Hills
- Benjamin Franklin
- Donald Bruce Kaufman - Brentwood
- Cahuenga
- Canoga Park
- Chatsworth
- Chinatown
- Cypress Park
- Will & Ariel Durant
- Eagle Rock
- Echo Park
- Edendale
- El Sereno
- Encino - Tarzana
- Exposition Park - Dr. Mary McLeod Bethune Regional
- Fairfax
- Felipe de Neve
- John C. Fremont
- Frances Howard Goldwyn - Hollywood Regional
- Granada Hills
- Harbor City - Harbor Gateway
- Hyde Park - Miriam Matthews
- Jefferson
- Lake View Terrace
- Lincoln Heights
- Little Tokyo
- Los Feliz
- Malabar
- Mar Vista
- Mark Twain
- Memorial
- Mid-Valley Regional
- John Muir
- North Hollywood Regional
- Northridge
- Pacoima
- Palisades]]
- Palms - Rancho Park
- Panorama City
- Pico Union
- Pio Pico - Koreatown (피오 피코 코리아타운 도서관)
- Platt
- Playa Vista
- Porter Ranch
- Robert Louis Stevenson
- Robertson
- San Pedro Regional
- Junipero Serra
- Sherman Oaks
- Studio City
- Sun Valley
- Sunland - Tujunga
- Sylmar
- Valley Plaza
- Van Nuys
- Venice - Abbot Kinney Memorial
- Vermont Square
- Vernon - Leon H. Washington Jr. Memorial
- Washington Irving
- Alma Reaves Woods - Watts
- West Los Angeles Regional
- West Valley Regional
- Westchester - Loyola Village
- Westwood
- Wilmington
- Wilshire
- Woodland Hills